# Artistique-Europameisterschaft 2009

Logo CEB (ausrichtender Verband)

Die Billard-Artistique-Europameisterschaft 2009 war das 43. Turnier in dieser Disziplin des Karambolagebillards und fand vom 15. bis zum 17. Mai 2009 in Grubbenvorst statt.

## Modus
Im Turnier (3 Gewinnsätze) gab es vier Gruppen à vier Spieler.

Die beiden Gruppenbesten qualifizierten sich für die K.-o.-Runde.

Bei gleicher Matchpunktzahl zählt der bessere prozentuale Durchschnitt.

Gewertet wurde wie folgt:
1. MP = Match-Punkte
2. SP = Satz-Punkte
3. % = Prozentual gelöste Figuren

### Gruppenphase
| Abschlusstabelle Gruppe A | Abschlusstabelle Gruppe A | Abschlusstabelle Gruppe A | Abschlusstabelle Gruppe A | Abschlusstabelle Gruppe A | Abschlusstabelle Gruppe A | Abschlusstabelle Gruppe A | Abschlusstabelle Gruppe A | Abschlusstabelle Gruppe A |
| Platz                     | Name                      | MP                        | SP                        | Pkt                       | Vers.                     | %                         | Best %                    |                           |
| ------------------------- | ------------------------- | ------------------------- | ------------------------- | ------------------------- | ------------------------- | ------------------------- | ------------------------- | ------------------------- |
| 1                         | Serdar Gümüş              | 6:0                       | 9:1                       | 450                       | 663                       | 67,87 %                   | 79,29 %                   |                           |
| 2                         | Martin van Rhee           | 4:2                       | 6:4                       | 373                       | 597                       | 62,47 %                   | 78,28 %                   |                           |
| 3                         | Juan Carlos Cuadrado      | 2:4                       | 4:6                       | 365                       | 611                       | 59,73 %                   | 80,00 %                   |                           |
| 4                         | Yavuz Öney                | 0:6                       | 1:9                       | 313                       | 643                       | 48,67 %                   | –                         |                           |

| Abschlusstabelle Gruppe B | Abschlusstabelle Gruppe B | Abschlusstabelle Gruppe B | Abschlusstabelle Gruppe B | Abschlusstabelle Gruppe B | Abschlusstabelle Gruppe B | Abschlusstabelle Gruppe B | Abschlusstabelle Gruppe B | Abschlusstabelle Gruppe B |
| Platz                     | Name                      | MP                        | SP                        | Pkt                       | Vers.                     | %                         | Best %                    |                           |
| ------------------------- | ------------------------- | ------------------------- | ------------------------- | ------------------------- | ------------------------- | ------------------------- | ------------------------- | ------------------------- |
| 1                         | Xavier Fonellosa          | 6:0                       | 9:1                       | 467                       | 622                       | 75,08 %                   | 81,67 %                   |                           |
| 2                         | Kevin Tran                | 2:4                       | 4:7                       | 396                       | 678                       | 58,40 %                   | 66,80 %                   |                           |
| 3                         | Robert Immervoll          | 2:4                       | 6:7                       | 474                       | 908                       | 52,20 %                   | 56,41 %                   |                           |
| 4                         | Lázló Tóth                | 2:4                       | 4:8                       | 358                       | 802                       | 44,63 %                   | 45,06 %                   |                           |

| Abschlusstabelle Gruppe C | Abschlusstabelle Gruppe C | Abschlusstabelle Gruppe C | Abschlusstabelle Gruppe C | Abschlusstabelle Gruppe C | Abschlusstabelle Gruppe C | Abschlusstabelle Gruppe C | Abschlusstabelle Gruppe C | Abschlusstabelle Gruppe C |
| Platz                     | Name                      | MP                        | SP                        | Pkt                       | Vers.                     | %                         | Best %                    |                           |
| ------------------------- | ------------------------- | ------------------------- | ------------------------- | ------------------------- | ------------------------- | ------------------------- | ------------------------- | ------------------------- |
| 1                         | Jean Reverchon            | 4:2                       | 8:5                       | 590                       | 837                       | 70,48 %                   | 81,30 %                   |                           |
| 2                         | Eric Daelman              | 4:2                       | 7:4                       | 494                       | 748                       | 66,04 %                   | 63,41 %                   |                           |
| 3                         | Michael Hammen            | 4:2                       | 7:6                       | 521                       | 869                       | 59,95 %                   | 63,66 %                   |                           |
| 4                         | Baris Cin                 | 0:6                       | 2:9                       | 416                       | 726                       | 57,30 %                   | –                         |                           |

| Abschlusstabelle Gruppe D | Abschlusstabelle Gruppe D | Abschlusstabelle Gruppe D | Abschlusstabelle Gruppe D | Abschlusstabelle Gruppe D | Abschlusstabelle Gruppe D | Abschlusstabelle Gruppe D | Abschlusstabelle Gruppe D | Abschlusstabelle Gruppe D |
| Platz                     | Name                      | MP                        | SP                        | Pkt                       | Vers.                     | %                         | Best %                    |                           |
| ------------------------- | ------------------------- | ------------------------- | ------------------------- | ------------------------- | ------------------------- | ------------------------- | ------------------------- | ------------------------- |
| 1                         | Walter Bax                | 6:0                       | 9:2                       | 568                       | 741                       | 76,65 %                   | 78,78 %                   |                           |
| 2                         | Sander Jonen              | 4:2                       | 8:5                       | 591                       | 884                       | 66,85 %                   | 65,41 %                   |                           |
| 3                         | Thomas Ahrens             | 2:4                       | 4:7                       | 454                       | 693                       | 65,51 %                   | 75,41 %                   |                           |
| 4                         | Franz Heigl               | 0:6                       | 2:9                       | 347                       | 707                       | 49,08 %                   | –                         |                           |

### KO-Phase
Legende: MP/SP/%

|  | Viertelfinale | Viertelfinale    | Viertelfinale    | Viertelfinale | Viertelfinale |         |              | Halbfinale   | Halbfinale | Halbfinale | Halbfinale | Halbfinale |  |  | Finale | Finale | Finale | Finale | Finale |
|  |               |                  |                  |               |               |         |              |              |            |            |            |            |  |  |        |        |        |        |        |
|  | 1             | Serdar Gümüş     | 0                | 1             | 51,94 %       |         |              |              |            |            |            |            |  |  |        |        |        |        |        |
|  | 8             | Eric Daelman     | 2                | 3             | 60,35 %       |         |              |              |            |            |            |            |  |  |        |        |        |        |        |
|  | 8             | Eric Daelman     | 2                | 3             | 60,35 %       |         | Eric Daelman | 0            | 2          | 59,76 %    |            |            |  |  |        |        |        |        |        |
|  |               |                  |                  |               |               |         | Eric Daelman | 0            | 2          | 59,76 %    |            |            |  |  |        |        |        |        |        |
|  |               |                  | Sander Jonen     | 2             | 3             | 64,34 % |              |              |            |            |            |            |  |  |        |        |        |        |        |
|  | 4             | Jean Reverchon   | Sander Jonen     | 2             | 3             | 64,34 % | 0            | 0            | 75,81 %    |            |            |            |  |  |        |        |        |        |        |
|  | 4             | Jean Reverchon   |                  |               |               |         |              | 0            | 75,81 %    |            |            |            |  |  |        |        |        |        |        |
|  | 5             | Sander Jonen     | 2                | 3             | 87,11 %       |         |              |              |            |            |            |            |  |  |        |        |        |        |        |
|  |               |                  |                  |               |               |         |              | Sander Jonen | 2          | 3          | 83,13 %    |            |  |  |        |        |        |        |        |
|  |               |                  | Xavier Fonellosa | 0             | 1             | 70,28 % |              |              |            |            |            |            |  |  |        |        |        |        |        |
|  | 3             | Walter Bax       | 0                | 0             | 64,44 %       |         |              |              |            |            |            |            |  |  |        |        |        |        |        |
|  | 6             | Kevin Tran       | 2                | 3             | 71,62 %       |         |              |              |            |            |            |            |  |  |        |        |        |        |        |
|  | 6             | Kevin Tran       | 2                | 3             | 71,62 %       |         | Kevin Tran   | 0            | 0          | 50,27 %    |            |            |  |  |        |        |        |        |        |
|  |               |                  |                  |               |               |         | Kevin Tran   | 0            | 0          | 50,27 %    |            |            |  |  |        |        |        |        |        |
|  |               |                  | Xavier Fonellosa | 2             | 3             | 74,00 % |              |              |            |            |            |            |  |  |        |        |        |        |        |
|  | 2             | Xavier Fonellosa | Xavier Fonellosa | 2             | 3             | 74,00 % | 2            | 3            | 77,67 %    |            |            |            |  |  |        |        |        |        |        |
|  | 2             | Xavier Fonellosa |                  |               |               |         |              | 3            | 77,67 %    |            |            |            |  |  |        |        |        |        |        |
|  | 7             | Martin van Rhee  | 0                |               | 61,86 %       |         |              |              |            |            |            |            |  |  |        |        |        |        |        |

## Abschlusstabelle
| Phase           | Platz | Name                 | MP   | SP   | Punkte | mögl. Punkte | %       | Best %  |
| --------------- | ----- | -------------------- | ---- | ---- | ------ | ------------ | ------- | ------- |
| Finale          | 1     | Sander Jonen         | 10:2 | 17:8 | 1221   | 1709         | 71,44 % | 87,11 % |
| Finale          | 2     | Xavier Fonellosa     | 10:2 | 16:4 | 957    | 1286         | 74,41 % | 81,67 % |
| Halb- finale    | 3     | Eric Daelman         | 6:4  | 12:8 | 865    | 1366         | 63,32 % | 66,04 % |
| Halb- finale    | 3     | Kevin Tran           | 4:6  | 7:10 | 643    | 1078         | 59,64 % | 71,62 % |
| Viertel- finale | 5     | Walter Bax           | 6:2  | 9:5  | 713    | 966          | 73,80 % | 78,78 % |
| Viertel- finale | 6     | Jean Reverchon       | 4:4  | 8:8  | 753    | 1052         | 71,57 % | 81,30 % |
| Viertel- finale | 7     | Serdar Gümüş         | 6:2  | 10:4 | 597    | 946          | 63,10 % | 79,29 % |
| Viertel- finale | 8     | Martin van Rhee      | 4:4  | 6:7  | 506    | 812          | 62,31 % | 78,28 % |
| Gruppen- Phase  | 9     | Thomas Ahrens        | 2:4  | 4:7  | 454    | 693          | 65,51 % | 75,41 % |
| Gruppen- Phase  | 10    | Michael Hammen       | 4:2  | 7:6  | 521    | 869          | 59,95 % | 63,66 % |
| Gruppen- Phase  | 11    | Juan Carlos Cuadrado | 2:4  | 4:6  | 365    | 611          | 59,73 % | 80,00 % |
| Gruppen- Phase  | 12    | Baris Cin            | 0:6  | 2:9  | 416    | 726          | 57,30 % | –       |
| Gruppen- Phase  | 13    | Robert Immervoll     | 2:4  | 6:7  | 474    | 908          | 52,20 % | 56,41 % |
| Gruppen- Phase  | 14    | Franz Heigl          | 0:6  | 2:9  | 347    | 707          | 49,08 % | –       |
| Gruppen- Phase  | 15    | Yavuz Öney           | 0:6  | 1:9  | 313    | 643          | 48,67 % | –       |
| Gruppen- Phase  | 16    | Lázló Tóth           | 2:4  | 4:8  | 358    | 802          | 44,63 % | 45,06 % |